# ألان س. غلوفر
ألان س. غلوفر (بالإنجليزية: Allan C. Glover)‏ هو نقاش ‏ ورسام أسترالي، ولد في 9 أغسطس 1900، وتوفي في 1984 في أديلايد في أستراليا.